# Aubigné, Ille-et-Vilaine
Aubigné (tiếng Breton: Elvinieg, Gallo: Aubeinyae) là một commune ở Ille-et-Vilaine thuộc Bretagne, tây bắc Pháp.

## Dân số
Người dân ở Aubigné được gọi là Aubinois.